# Hedyosmum correanum
Hedyosmum correanum là một loài thực vật thuộc họ Chloranthaceae. Đây là loài đặc hữu của Panama. Chúng hiện đang bị đe dọa vì mất môi trường sống.